# Margret Hauch
Margret Hauch (* 1950 in Saarlouis) ist eine deutsche Psychologin und ehemalige Politikerin (GAL/Frauenfraktion). Sie war von November 1986 bis Mai 1987 und von Dezember 1988 bis Mai 1991 Mitglied der Hamburgischen Bürgerschaft.

## Leben und Wirken

### Ausbildung und wissenschaftliche Tätigkeit
Margret Hauch wuchs im Saarland auf. Nachdem sie 1968 das Abitur erlangt hatte, zog sie im Folgejahr nach Hamburg. 1976 wurde sie Diplom-Psychologin. Von 1975 bis 2009 war sie beim Institut für Sexualforschung und forensische Psychiatrie am Universitätsklinikum Hamburg-Eppendorf (UKE) tätig. Außerdem arbeitete sie als Sexualwissenschaftlerin und Lehrtherapeutin für die Deutsche Gesellschaft für Sexualforschung (DGfS) und war ab 1989 zehn Jahre lang Mitherausgeberin deren Zeitschrift für Sexualforschung. Von 1991 bis 1994 war sie 1. Vorsitzende der DGfS. Seit 2009 führt Hauch eine freie Praxis in Hamburg.

### Politische Arbeit
Bei der Bürgerschaftswahl in Hamburg 1986 stellte die GAL erstmals eine reine Frauenliste auf. Margret Hauch gehörte zu den 13 Kandidatinnen, die im November 1986 in die Bürgerschaft einzogen. Die Frauenfraktion war zwar umstritten, hatte aber in der 12. Legislaturperiode relativ viel Einfluss auf Entscheidungen des Landesparlaments, da die SPD bei Beschlussfassungen auf ihre Stimmen angewiesen war und auch die CDU mit den GAL-Stimmen die SPD überstimmen konnte.
Nachdem die Koalitionsverhandlungen endgültig gescheitert waren, wurde jedoch die Bürgerschaft aufgelöst und im Mai 1987 erneut gewählt. Die GAL verlor bei dieser Wahl Stimmen, so dass nur noch acht Frauen ein Mandat erhielten. Margret Hauch kam daher erst im Dezember 1988 als Nachrückerin für die ausscheidende Thea Bock wieder in die Bürgerschaft. Ihre Fraktion spielte nun in der 13. Legislaturperiode nur noch eine reine Oppositionsrolle ohne viel Einfluss. Im März 1990 erklärten nach innerparteilichen Differenzen vier Abgeordnete ihren Austritt aus der GAL und bildeten mit zwei weiteren Fraktionsmitgliedern, eine davon Margret Hauch, eine parteilose Frauenfraktion, die im April von der Bürgerschaft offiziell anerkannt wurde.
Schwerpunkte der Tätigkeit von Margret Hauch als Abgeordnete der Bürgerschaft waren Gesundheits- und Drogenpolitik, Wissenschaft, Kultur, Frauen und Verkehr. Sie zählte insbesondere Themen rund um das Geschlechterverhältnis, wie z. B. sexuelle Gewalt, Quotierung und geschlechtsgerechte Demokratie, zu ihrem politischen Hauptbetätigungsfeld.
Im März 1990 gehörte Hauch zu den Gründerinnen des Frauenbündnisses „Hamburger Frauenratschlag“, das sich für das erneute Aufstellen einer Frauenliste bei der Bürgerschaftswahl 1991 einsetzte. Es bestand jedoch nur bis Frühjahr 1991 und hatte keinen Erfolg – die Hamburger Grünen stellten stattdessen wieder eine gemischte Liste auf. Am 2. Juni 1991, dem Tag der Bürgerschaftswahl in Hamburg 1991, trat Hauch aus der GAL aus.

## Publikationen
- Margret Hauch: Versuch der Prozessanalyse eines Kommunikationstrainings in Gruppen für Paare: eine exemplarische Untersuchung. Hamburg 1975.
- Sonja Düring, Margret Hauch (Hrsg.): Heterosexuelle Verhältnisse. F. Enke, Stuttgart 1995, ISBN 3-432-26741-X.
- Margret Hauch (Hrsg.), Sabine Cassel-Bähr: Paartherapie bei sexuellen Störungen: das Hamburger Modell: Konzept und Technik. Thieme, Stuttgart 2006, ISBN 3-13-139451-X.
- Christiane Hotfilter-Menzinger, Margret Hauch, Carmen Lange: Keine Lust auf Lust: Sexualität nach der Geburt. Piper, München 1995, ISBN 3-492-11801-1.
- Sophinette Becker, Margret Hauch, Helmut Leiblein (Hrsg.): Sex, Lügen und Internet. Sexualwissenschaftliche und psychotherapeutische Perspektiven. Psychosozial-Verlag, Gießen 2009, ISBN 978-3-8379-2019-2.